# Abbazia di Lorch
L'abbazia di Lorch è un'antica abbazia benedettina di Lorch nel Baden-Württemberg (Germania). Essa era l'Hauskloster degli Hohenstaufen.

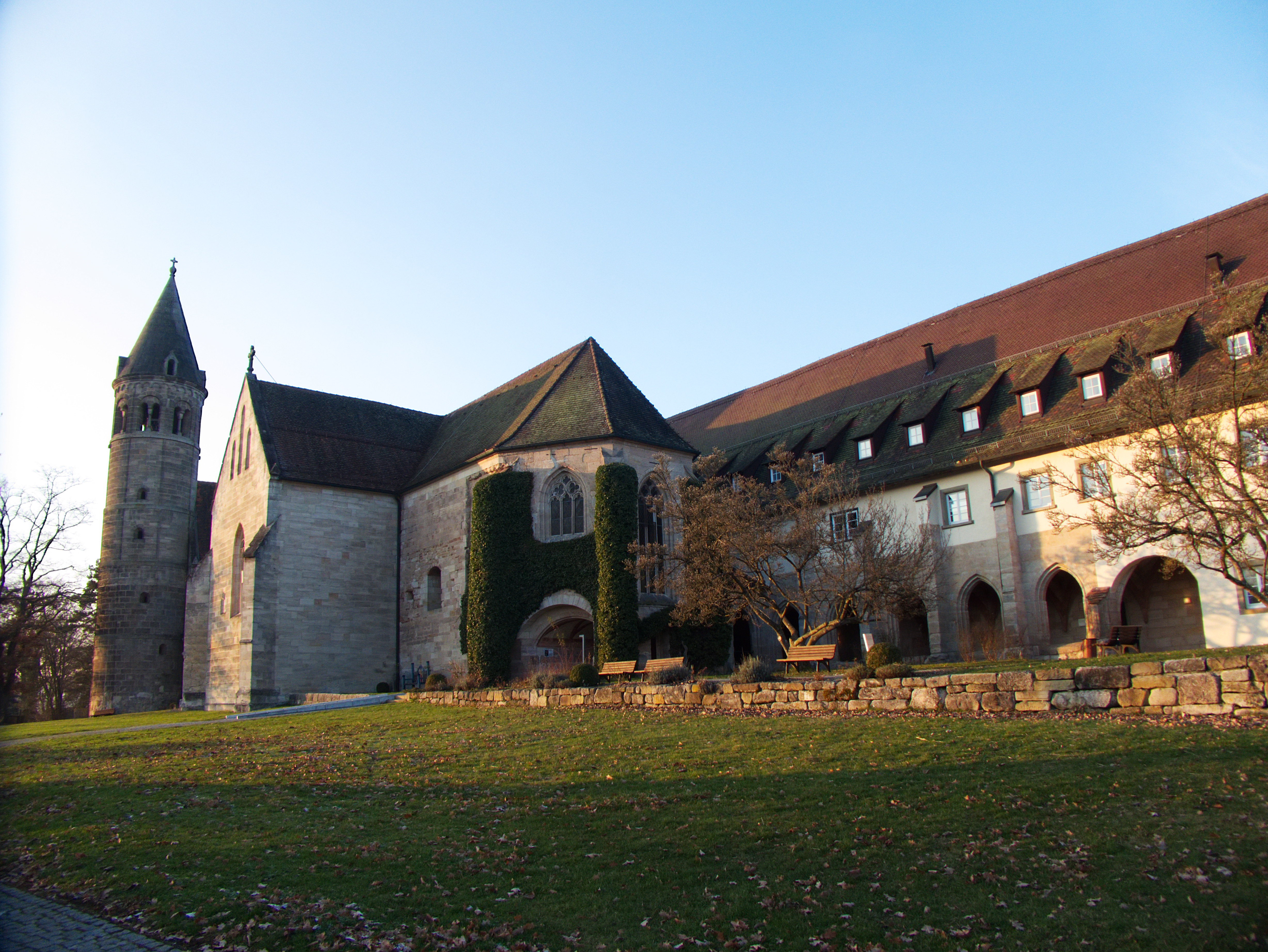
Chiesa del monastero

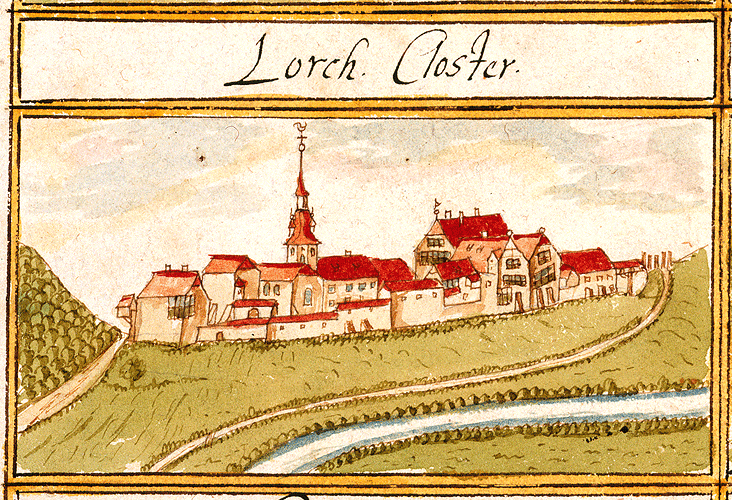
immagine del Forstlagerbuch di Andreas Kieser, 1685

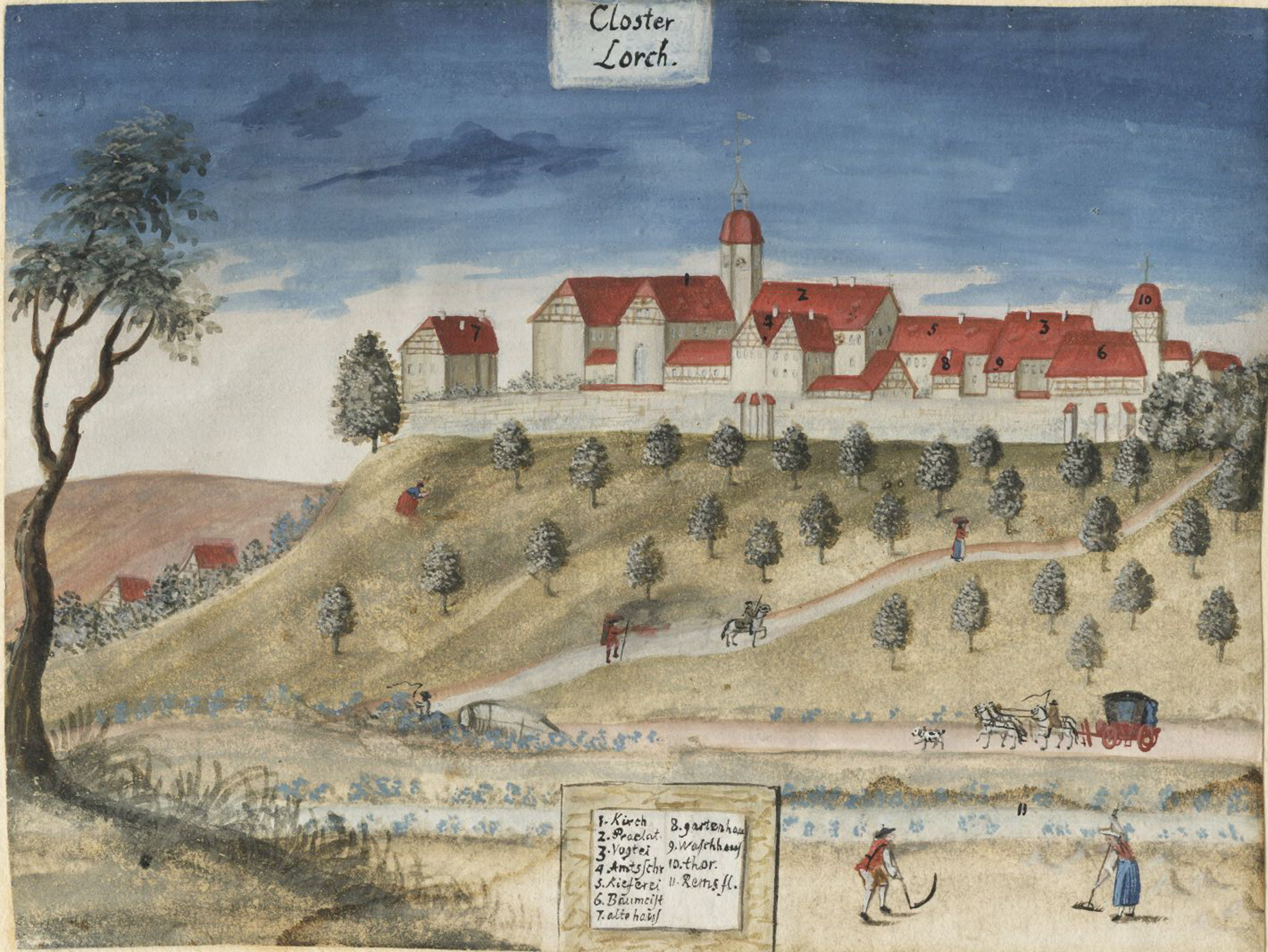
Abbazia di Lorch, veduta del XVIII secolo

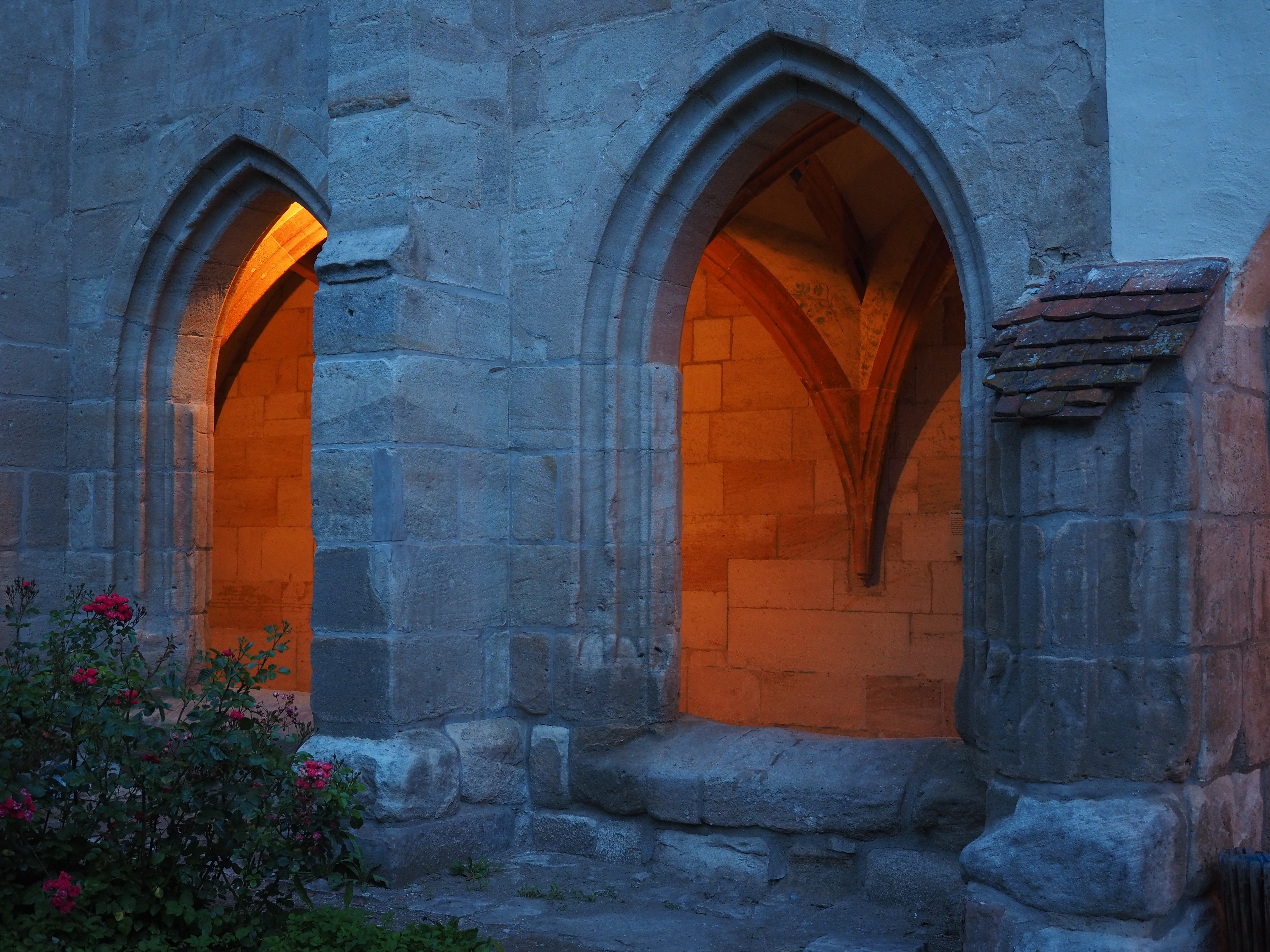
Chiostro

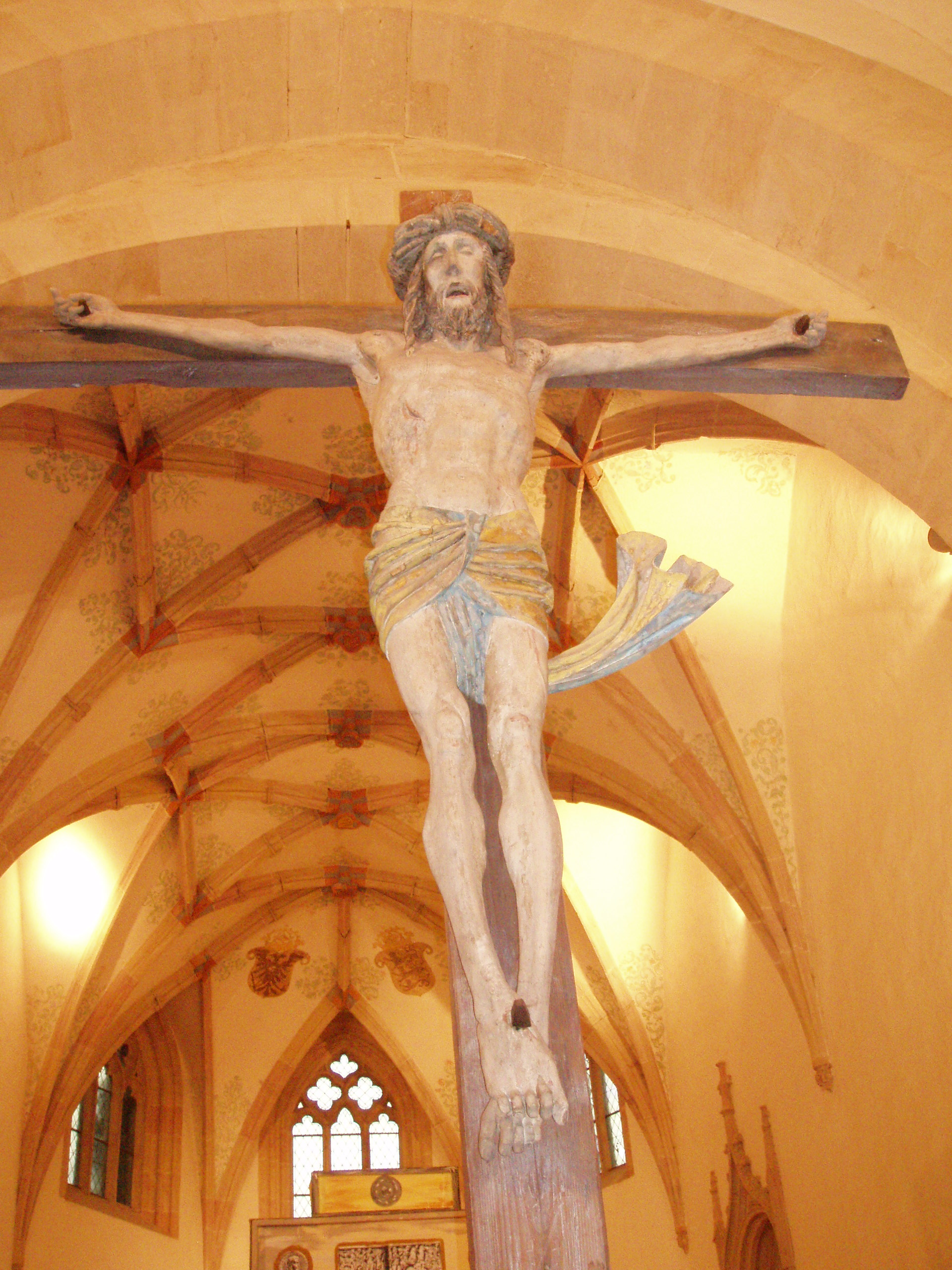
Crocifisso

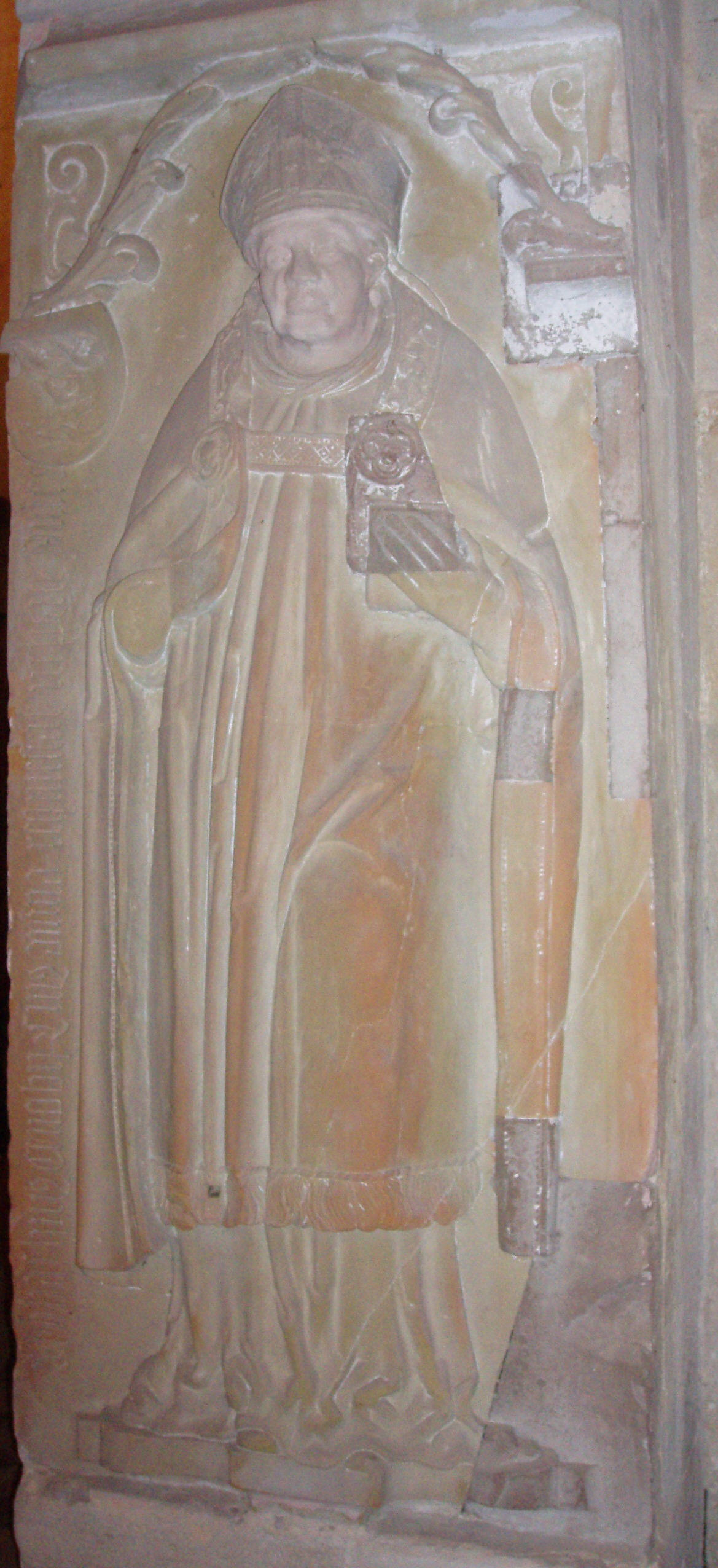
Bassorilievo in chiesa

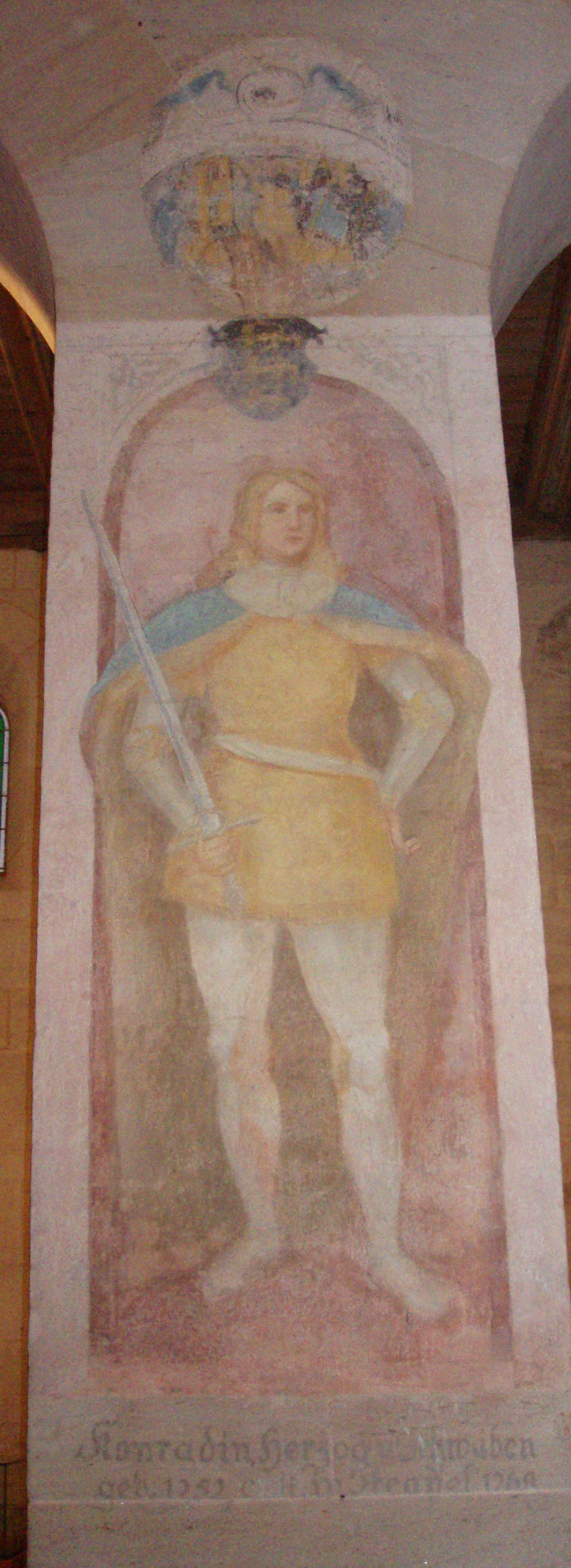
Murale rappresentante il duca Corradino di Svevia

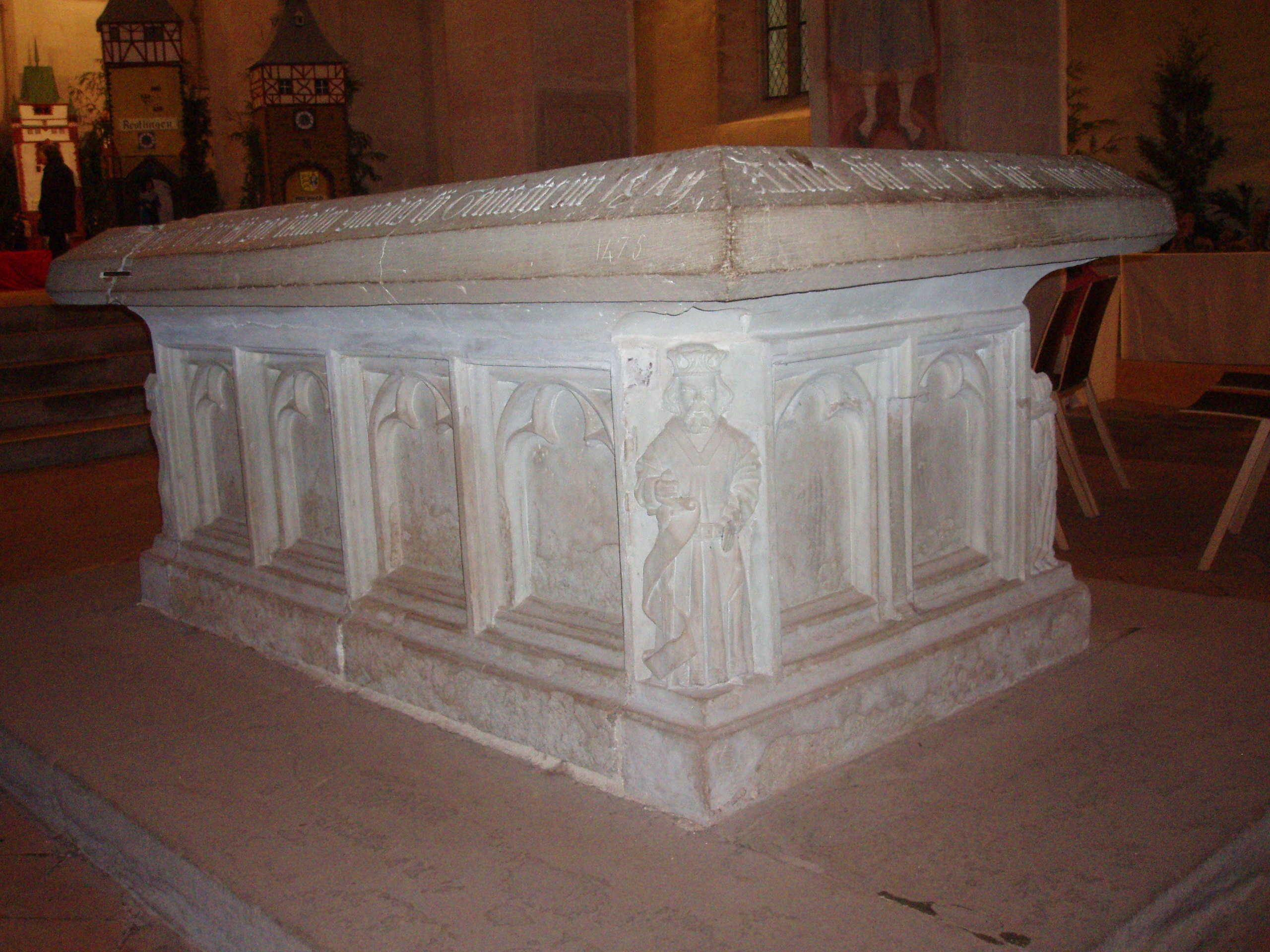
Tomba tardogotica degli Staufer

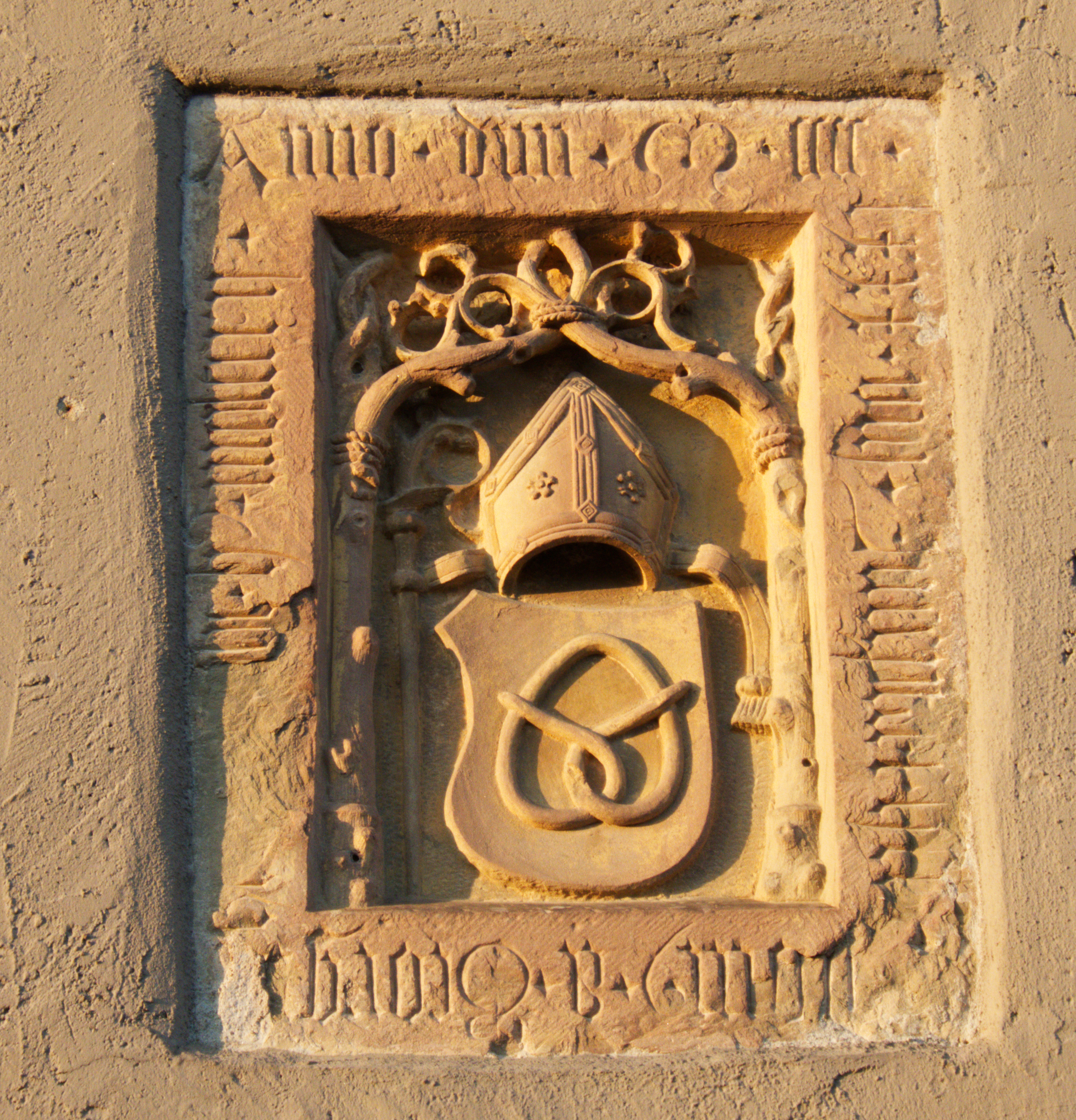
Stemma con un brezel appartenente all'abate Georg Kerler 1481-1510

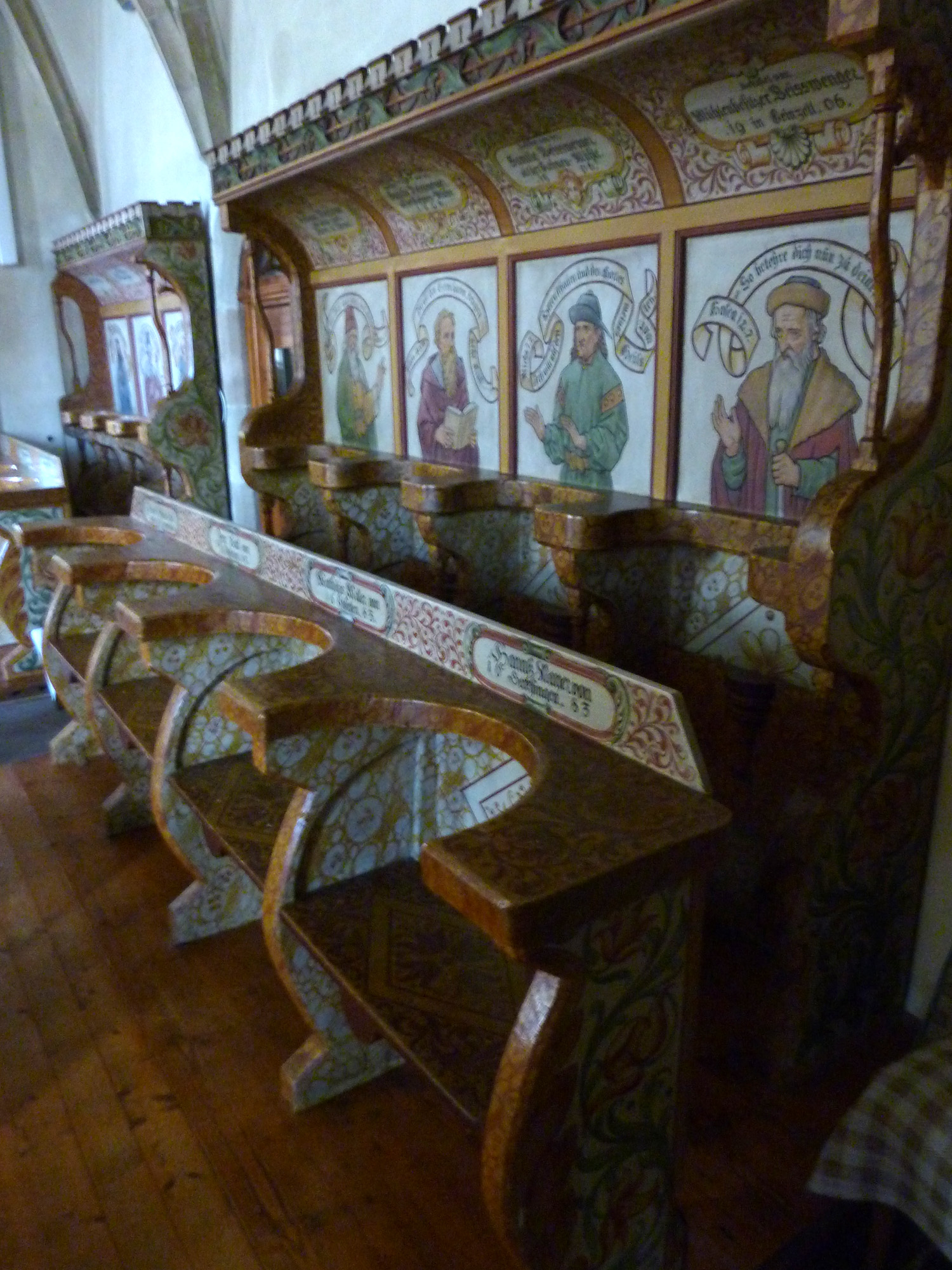
Stalli del coro di Lorch (oggi a Täferrot)

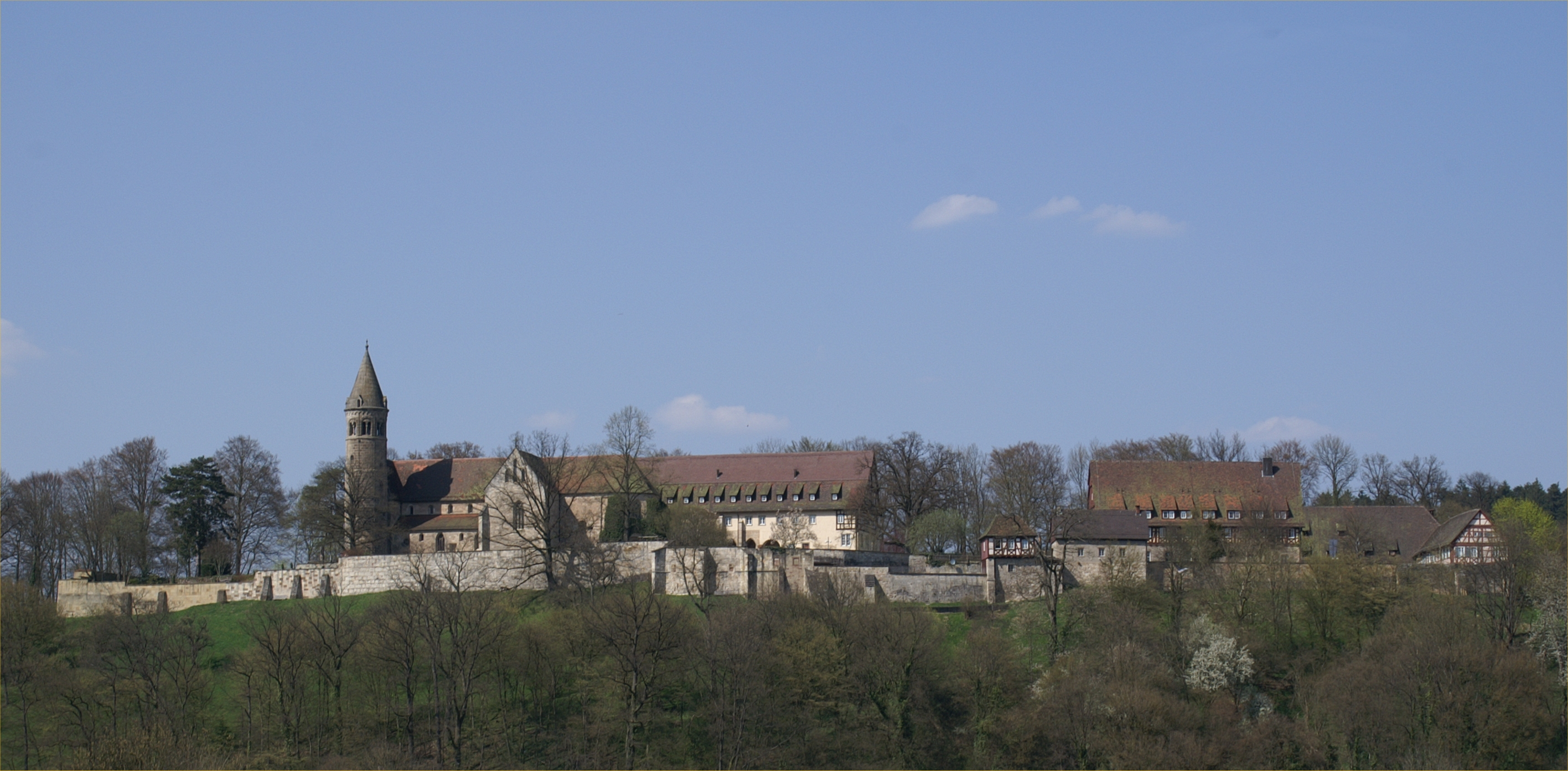
Il monastero nel 2009

## Storia

### Medioevo
Il monastero benedettino di Lorch fu fondato intorno al 1102 dal duca Federico I (duca) di Staufer e dalla sua famiglia. Il cosiddetto documento fondativo si è poi rivelata essere un falso della seconda metà del XII secolo, ma è probabilmente una versione essenzialmente corretta dei fatti. Lorch era subordinata al papa, come era consuetudine per i monasteri della riforma di Hirsau, ma gli Staufer mantennero l'avvocazia.
Gli inizi della signoria del monastero di Lorch furono modesti, nonostante il potere dei suoi fondatori. La dotazione di fondazione del monastero benedettino comprendeva inizialmente la tenuta Hohenstaufen a Lorch e singole proprietà intorno alla montagna di Hohenstaufen e a nord del fiume Rems. Inoltre, gli Staufer dotarono il loro monastero di proprietà lontane, tra cui sicuramente Ebermergen vicino ad Harburg. È possibile che l'abbazia abbia avuto altri possedimenti nel cratere di Nördlingen. Forse l'abbazia ricevette i beni sull'Albuch vicino a Bolheim e forse anche quelli intorno alla frazione di Hohenlohe sull'Härtsfeld tramite la dinastia Salica, cioè dalla dote della figlia dell'imperatore, Agnese, moglie di Federico I. Dal 1140 al 1208 l'l'abbazia servì come uno dei luoghi di sepoltura degli Hohenstaufen.
Inizialmente, le forze dell'abbazia erano dirette alla costruzione della chiesa e dei luoghi di clausura. Solo nel 1139 si poté commemorare il trasferimento dei defunti Staufer dalla chiesa della collegiata alla nuova chiesa del monastero. Grazie al sostegno del re Corrado III, il monastero fece buoni progressi.
La situazione del monastero nel tardo periodo Staufer può essere definita buona. A cavallo del XIII secolo, la chiesa abbaziale fu dotata di pilastri decorativi e di una torre sopra la crociera, che accentuava anche visivamente il cimitero di Staufer all'esterno.
La caduta degli Hohenstaufen rappresentò un grave pericolo per il monastero: gli ex ministeriali rivendicarono diritti individuali, ma la maggior parte di essi poté essere riscattata con denaro. L'attacco del conte Ulrico I Württemberg fu un evento più pericoloso, in quanto cercò di avocare a sé l'avvocazia del monastero. Anche Walter II di Schenk von Limpurg pretese l'avvocazia su varie località del monastero. Alla fine, però, nessuno di loro riuscì a far valere le proprie pretese, in quanto il monastero trovò il sostegno dei signori di Rechberg. Inoltre, Lorch poteva contare su un sistema di sostegno reciproco da parte dei monasteri vicini, come Murrhardt, Komburg e Anhausen, così come l'abate veniva in loro aiuto nelle dispute.
Quando Rodolfo I della stirpe d'Asburgo fu eletto re, mise il monastero di Lorch sotto l'avvocazia imperiale nel 1274. Di conseguenza, fu coinvolto nei suoi conflitti con il conte Eberardo I di Württemberg. I benedettini si trovarono in difficoltà perché volevano espandere le loro proprietà intorno a Stoccarda-Münster, nel mezzo del centro del potere nel Württemberg. Di conseguenza, entrarono in un rapporto di protezione con il conte nel 1291, subito dopo la morte di Rodolfo.
All'inizio del XIV secolo, l'abbazia cadde in una grave crisi. Da un lato, il suo territorio fu devastato dalle frequenti campagne militari nel paese, e dall'altro, le dotazioni diminuirono notevolmente in termini di dimensioni e numero. Un ultimo grande trasferimento nel 1279 riguardava le proprietà di Bietigheim, Bissingen e Hohenhaslach. Il monastero fu da quel momento costretto a vendere proprietà, con Bolheim, Dettingen am Albuch ed Erpfenhausen, perdendo un intero complesso di beni. Il punto più basso fu raggiunto intorno al 1329: papa Giovanni XXII dovette ordinare all'abate Cuno di Gundelfingen, che si era già dimesso, di continuare la sua attività come curato.
L'arduo rinnovamento venne accompagnato di pari passo da un cambiamento dei circoli dirigenti del monastero. Lorch passò sotto l'influenza delle famiglie nobili della Svevia orientale di Schechingen, Woellwarth e Arberg.
L'aumento del potere del Württemberg nella Svevia orientale fece sì che l'abate e il monastero non potessero sottrarsi al suo dominio, anche se il monastero fu nominalmente sotto l'avvocazia imperiale per lungo tempo. Gli interessi del monastero di Remstal furono presto così strettamente interconnessi con il Württemberg, e l'abbazia non ebbe più alcuna possibilità di creare una formazione territoriale indipendente. La politica immobiliare era ora volta a completare la proprietà a nord della Rems attraverso scambi con altri monasteri e l'acquisizione di punti strategicamente importanti come il castello di Leineck. Un altro obiettivo era l'espansione nelle aree viticole sull'Enz e sul medio Neckar. La viticoltura e il commercio del vino divennero in quel momento una importante fonte di denaro. Verso la fine del XIV secolo, i monaci avevano rinunciato alla costosa coltivazione diretta dei loro vigneti intorno a Stoccarda. La ripresa economica venne accompagnata da chiari segnali di ripresa religiosa e culturale. L'affiliazione alla riforma di Melk avviata dal conte Ulrico V nel 1462 si inserì perfettamente in questo quadro generale e incontrò poca resistenza. Il nobile abate Nikolaus Schenk von Arberg fu presto sostituito dal borghese Jodokus Winkelhofer.
La riforma portò con sé una vivace attività edilizia, che, insieme alle richieste di denaro del conte, diede luogo ad una nuova crisi finanziaria. Il monastero rispose rinnovando e intensificando i suoi diritti, che a sua volta provocò l'ira dei suoi sudditi.
Il monastero aveva gradualmente ceduto i suoi possedimenti sull'Ulmer Alb e sull'Härtsfeld, cioè al di fuori della sfera di potere del Württemberg. L'abate Georg Kerler compensò l'integrazione nel principato con un'attiva politica provinciale. Nel vuoto di potere durante la minoranza del duca Ulrico, gli venne offerta nuovamente la prospettiva dell'immediatezza imperiale per un momento storico, ma non è stata utilizzata in modo sufficientemente coerente. Sotto l'abate Sebastian Sitterich, Lorch tornò a collaborare strettamente con il duca. Forse i benedettini si resero conto allora che i loro mezzi di potere erano troppo esigui. Ciò fu poi chiaramente evidente con l'Armen Konrad nel 1514 e nella guerra dei contadini nel 1525. Il monastero fu saccheggiato dai contadini insorti e gli edifici dati alle fiamme. Il monastero ebbe difficoltà a riprendersi dai danni subiti; inoltre, era già minacciato dalla secolarizzazione, poiché i Landstände del Württemberg lo vedevano come una facile via d'uscita dalla crisi del debito del ducato. Sebbene gli Asburgo avessero ancora tenuto il loro potere sui monaci (e avevano pagato a caro prezzo la loro protezione), il ritorno dell'esiliato duca Ulrico nel 1534, significò l'introduzione della Riforma, l'espulsione dei monaci e l'amministrazione forzata per Lorch. Nulla fu cambiato nella struttura del feudo, dato che il duca era interessato a mantenerlo come una proprietà speciale sulla quale i Landstände non avevano alcuna influenza. Tuttavia, gli amministratori non fecero nulla per i debiti che si erano accumulati dal 1525. L'interim di Augusta permise ai monaci di tornare nel 1548. Sotto il nuovo abate Benedetto, la restaurazione ebbe successo, ma i giorni del monastero benedettino erano contati.

### Riforma
Nel 1556 il duca Cristoforo soppresse l'abbazia benedettina e ordinò l'istituzione di una scuola monastica, finanziata con le rendite del feudo. L'ultimo abate cattolico morì nel 1563, a cui succedettero degli abati evangelici nominato dal duca, chiamati a gestire l'ex monastero. Essi avevano il diritto di voto nel Landtag del Württemberg e furono presto chiamati anche prelati.
Nel 1583 - probabilmente a causa della cattiva situazione economica del monastero - la scuola del monastero fu chiusa per ordine del duca Ludovico III di Württemberg insieme alle scuole del monastero di Anhausen e Denkendorf, e da allora gli studenti frequentarono la scuola del monastero di Adelberg.

### Prima età moderna
Durante la Guerra dei Trent'anni, i monaci cattolici vennero a Lorch due volte, ma non poterono rimanere a lungo. Dal 1727, il titolo di abate fu associato alla cancelleria dell'Università di Tubinga. Solo con l'elevazione del Württemberg a regno e la connessa riorganizzazione del territorio nazionale in epoca napoleonica fu sciolto anche il Klosteramt, venendo assorbito nel 1807 dall'Oberamt di Lorch (dal 1820 Oberamt di Welzheim).

### Nazionalsocialismo
Nel 1932, la Evangelische Landeskirche in Württemberg mise a disposizione i locali del monastero per una scuola protestante per contadini. Dall'autunno del 1934 in poi, lo stato nazista proibì alla chiesa l'uso dei locali, chiuse la scuola contadina e istituì invece un collegio contadino nazionalsocialista, venendo finanziato dal Reichsnährstand, dedicandosi all'insegnamento dell'ideologia del Blut und Boden, cessando le attività nel 1945.
Dal 1937 la chiesa del monastero venne dichiarata "memoriale degli Staufer e [...] luogo per le celebrazioni nazionalsocialiste". Qui si tenevano le celebrazioni del NSDAP e delle SS, così come le "consacrazioni matrimoniali" nazionalsocialiste, le "consacrazioni giovanili" e, dal 1940, anche le "celebrazioni degli eroi" per i soldati caduti. Il tema comune di queste celebrazioni era la glorificazione degli Hohenstaufen, nella cui tradizione i nazionalsocialisti si riconoscevano.

## Edifici

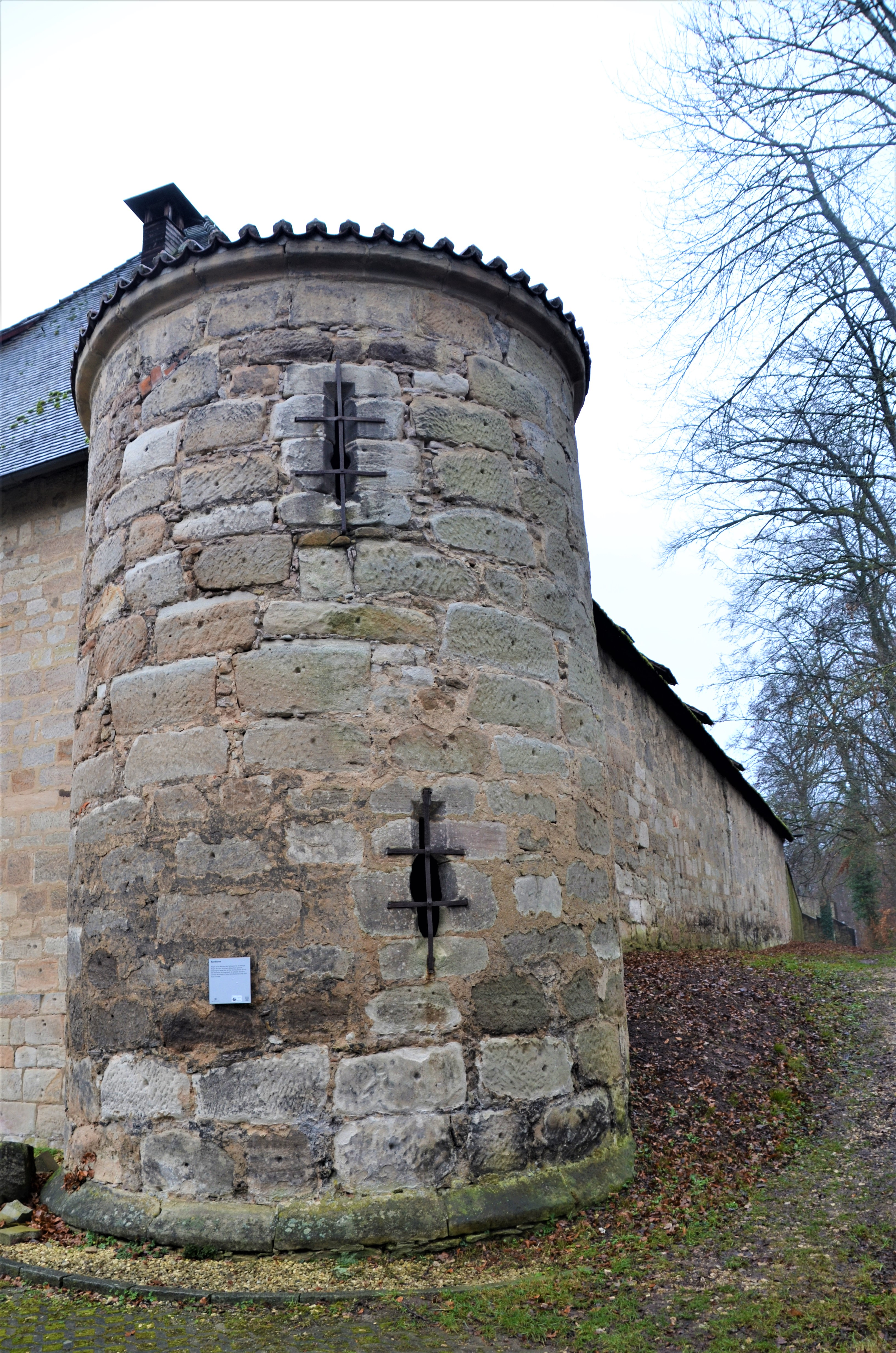
Torre rotonda all'ingresso orientale del monastero, detta anche torre del cittadino così come torre della prigione

La chiesa del monastero è una basilica romanica a pilastri con transetto e crociera separati. Sul lato ovest c'erano due torri di scale rotonde, la settentrionale delle quali è crollata nel XV secolo. La torre meridionale fu restaurata nel 1881 e rialzata di un piano. Oggi è un elemento importante del complesso. Una torre di passaggio eretta intorno al 1200 scomparve nuovamente alla fine del Medioevo, forse a causa dei danni da incendio nella guerra dei contadini nel 1525. Invece, il coro ebbe una Dachreiter sul tetto per molto tempo. Due cappelle sepolcrali per le famiglie nobili Woellwarth e Schechingen, che erano state separate nei bracci trasversali, furono nuovamente rimosse nel XIX secolo in favore dell'impressione spaziale. Le tombe ora stanno o giacciono sulle pareti esterne dell'edificio della chiesa. Il coro romanico, originariamente rotondo all'interno e che terminava piatto all'esterno, fu sostituito da un più lungo coro gotico 3/8 dopo la riforma del 1462. Tuttavia, poiché il chiostro si trovava sul lato est e non, come di consueto, sul lato sud della chiesa, il presbiterio fu fatto a gradini in modo che il chiostro potesse passare sotto la fine del presbiterio. Come il chiostro, gli edifici di clausura erano sul lato est, creando un complesso strettamente assiale con un effetto monumentale, nonostante le dimensioni relativamente piccole. Il modello per questo era forse il monastero di Heiligenberg vicino a Heidelberg. Oggi si conserva solo l'ala nord degli edifici di clausura. Più volte si è discusso se ci possano essere connessioni con l'abbazia di Maria Laach, dove la chiesa ha un concetto di base simile e quello dell'epoca del primo abate Harbert. La cosiddetta abbazia fu costruita all'inizio del XVI secolo come residenza di rappresentanza del prelato e mostra ancora belle pietre di stemma sulla facciata. Sono stati conservati anche i resti delle antiche fortificazioni, tra cui una vecchia torre di difesa. I Wirtschaftsgebäude sono stati convertiti in una casa di riposo.

## Tesori artistici
Secondo gli inventari del XVI secolo, il monastero doveva possedere un gran numero di reliquie e opere d'arte. Anche la biblioteca doveva essere molto vasta. A causa della guerra dei contadini e della Riforma, tuttavia, quasi nulla dell'inventario è sopravvissuto. La Württembergische Landesbibliothek a Stoccarda conserva i cosiddetti Lorcher Chorbücher, tre libri corali splendidamente arredati (due antifonari e un graduale), scritti nel 1511/12. Una delle principali opere d'arte nella chiesa del monastero è la tomba tardo gotica Staufer, che fu creata nel 1475 da uno scultore sconosciuto di Göppingen. Probabilmente intorno al 1530, i pilastri furono decorati con i ritratti degli Staufer visibili ancora oggi. Nonostante diverse sovradipinture, il linguaggio formale del Rinascimento è chiaramente riconoscibile.
Nella chiesa si trovano anche numerose tombe di membri delle stirpi di Schechingen e di Woellwarth e di abati dal XIV al XVI secolo. Un residuo degli stalli del coro, originariamente non dipinti, è stato conservato nella chiesa di Sant'Afra a Täferrot, dove fu inserito nel suo coro nel 1565, ove fu dipinto nel 1683 e completato e rinnovato nel 1906.

## Uso odierno
L'abbazia di Lorch è aperta alle visite guidate. È uno dei monumenti statali ed è curato dal Staatliche Schlösser und Gärten Baden-Württemberg.
Nella sala capitolare del monastero si trova il quadro circolare Staufer di 130 m² di Hans Kloss, completato nel 2002.

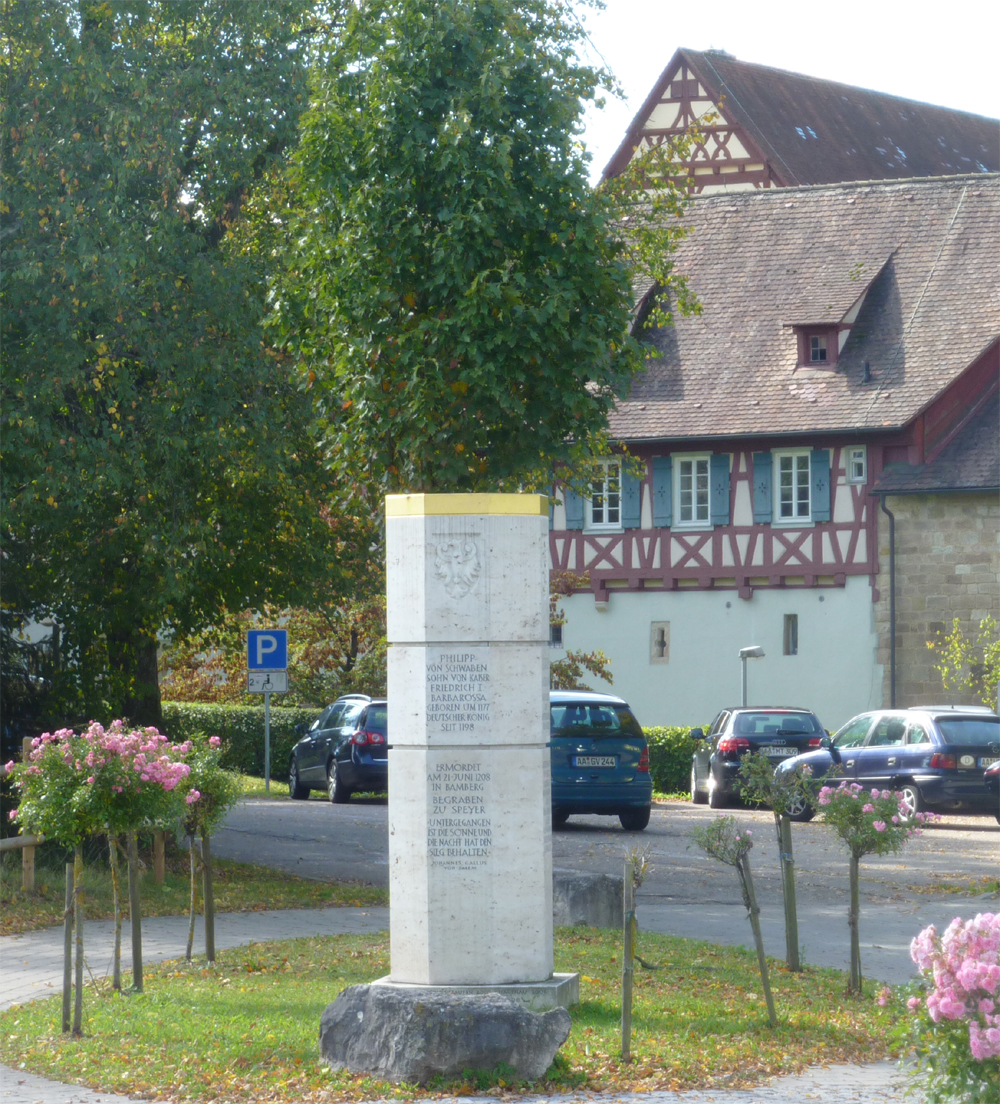
Stauferstele inaugurata nel 2008 in onore di Irene di Bisanzio

Una Stauferstele si trova davanti all'ingresso del monastero dal 2008. Fu inaugurato nell'800º anniversario della morte di Irene di Bisanzio, la moglie del re Staufer Filippo di Svevia, che è sepolta nel monastero.
All'ingresso del monastero si trova anche la falconeria Staufer del monastero di Lorch.

## Elenco degli abati

### Abati prima della Riforma
- Harbert, 1102? -1124?
- Kraft, 1135-1162
- Enrico, 1171-1194
- Werner, intorno al 1200
- Federico I, 1239
- Corrado, 1251
- Ulrico (I), 1260-1284
- Gebzo, 1290-1303
- Federico (II), 1308-1328
- Cuno di Gundelfingen, 1329-1330 (continuò a servire come custode del monastero fino al 1332)
- Ulrico (II), 1333
- Ludovico di Stubenberg, 1333-1371 († 1374)
- Volkart (I) di Schechingen, 1372-1389
- Volkart (II) di Woellwarth, 1391–1399
- Giovanni di Schechingen, 1400-1412
- Guglielmo Schenk di Arberg, 1414-1441
- Volkart (III) di Schechingen, 1443–1461
- Nikolaus Schenk di Arberg, 1462–1477 († 1479)
- Jodokus Winkelhofer, 1477-1480
- Georg Kerler, 1481-1510, proveniva da una famiglia di fornai e il suo stemma con un pretzel è presente nel transetto meridionale
- Sebastian Sitterich 1510-1525, il suo stemma con cinque parrocchetti volanti è presente all'estremità nord-occidentale della chiesa su un pilastro
- Laurentius Autenrieth 1525–1548 († 1549), proveniva da una famiglia di mugnai, il suo stemma aveva una macina
- Benedikt Rebstock, 1548–1563

### Abati evangelici
- Georg Udal, 1573–1576
- Abel Weinlin (Vinarius), 1577-1602
- Jakob Magirus, 1602-1624
- Melchior Nicolai, 1625-1627
- Jakob von Grab, 1627–1630

### Abati cattolici al momento della restituzione nella Guerra dei Trent'anni
- Friedrich Kohler (amministratore), 1630–1632

### Abati evangelici
- Johann Jakob Albich, 1633–1634

### Abati cattolici al momento della restituzione nella Guerra dei Trent'anni
- Friedrich Kohler, 1634–1639
- Vincentius Haug, 1639-1641
- Placidus Rauber, 1641-1648

### Abati evangelici
- Wendel Bilfinger, 1651–1661
- Johann Jakob Müller, 1662–1669
- Johann Christian Hengheer, 1669–1671
- Christoph Wölfflin, 1671–1680
- Joachim Martini, 1683–1697
- Georg Burkhard Knebel, 1699–1703
- Michael Förtsch, 1703–1705
- Johann Wendel Bilfinger, 1707–1713
- Christoph Zeller, 1713–1727
- Christian Matthäus Pfaff, 1727–1756
- Jeremias Friedrich Reuß, 1757–1777
- Christian Friedrich Sartorius, 1777–1785
- Johann Friedrich LeBret, 1786–1805
- Christian Friedrich Schnurrer, 1806